# What You Won't Do for Love
«What You Won't Do for Love» es una canción interpretada por el músico estadounidense Bobby Caldwell. Fue publicada en septiembre de 1978 como el sencillo principal de su álbum debut homónimo. Fue escrita por Caldwell y Alfons Kettner y producida por Ann Holloway. La canción ha sido versionada y sampleada en numerosas ocasiones, incluyendo el éxito póstumo de Tupac Shakur, «Do for Love» (1998).
La canción fue clasificada en el puesto #157 en la lista de las 200 mejores canciones de los años 1970  de Pitchfork.

## Antecedentes y lanzamiento
Después de ganar una reputación en los clubes de Miami como un músico talentoso, Caldwell firmó un contrato exclusivo con TK Records en 1978. Dirigiéndose al estudio, Caldwell grabó su primer álbum, que se rehízo después de que el presidente de la discográfica Henry Stone sintiera que el álbum era bueno pero “no tenía un éxito”. Caldwell regresó al estudio y se le ocurrió el producto final, que incluía «What You Won't Do for Love». El arreglo de corno francés de la canción fue escrito y grabado por el arreglista Mike Lewis. La canción está en la tonalidad de fa sostenido menor.
Caldwell quería que la canción fuera la sexta pista del álbum ya que pensó que la segunda pista de su álbum debut, «My Flame», que lo presentaba tocando la guitarra, sería el éxito. Sin embargo, TK Records confiaba en que »What You Won't Do for Love» sería el gran éxito. Cuando se lanzó a la radio R&B, TK Records hizo todo lo posible para ocultar la identidad racial de Caldwell, con la esperanza de no alienar a su audiencia predominantemente negra. Sin embargo, cuando Caldwell comenzó a realizar presentaciones en vivo en el escenario, la demanda solo aumentó.

## Rendimiento comercial
La canción se convertiría en el sencillo más exitoso de Caldwell y también en su canción insignia, alcanzando el puesto #9 en el Billboard Hot 100, el #6 en la lista Hot R&B/Hip-Hop Songs y el #10 en la lista Adult Contemporary.
Según el programa de radio American Top 40 durante la semana que finalizó el 3 de febrero de 1979, la semana en la que la canción debutó en el puesto 38 en el Top 40, una edición en forma de corazón del sencillo fue el sencillo más caro hasta ese momento. El sencillo en forma de corazón se publicó originalmente solo como un artículo promocional, pero la demanda del público llevó a que se imprimieran 50.000 copias a tiempo para el Día de San Valentín de 1979 con un precio minorista de $7,98 – aproximadamente el precio de un LP completo en ese momento.

## Créditos y personal
Créditos adaptados desde las notas de álbum.
- Bobby Caldwell – voz principal y coros, teclado, guitarra bajo
- Benny Latimore – teclado
- Alfons Kettner – guitarra
- Joe Galdo - batería
- Steve Mele – guitarra

## Posicionamiento

### Gráfica semanal
| Gráfica (1978–79)                                | Pico de posición |
| ------------------------------------------------ | ---------------- |
| Canadá (RPM Top Singles)                         | 16               |
| Canadá (RPM Adult Contemporary)                  | 24               |
| Estados Unidos (Billboard Hot 100)               | 9                |
| Estados Unidos (Billboard Adult Contemporary)    | 10               |
| Estados Unidos (Billboard Hot R&B/Hip-Hop Songs) | 6                |
| Estados Unidos (Cashbox Top 100)                 | 10               |

### Gráfica de fin de año
| Gráfica (1979)                     | Pico de posición |
| ---------------------------------- | ---------------- |
| Canadá (RPM Top Singles)           | 128              |
| Estados Unidos (Billboard Hot 100) | 59               |
| Estados Unidos (Cashbox Top 100)   | 88               |